# Diplotomma chlorophaeum
Diplotomma chlorophaeum är en lavart som först beskrevs av Hepp ex Leight., och fick sitt nu gällande namn av Szatala. Diplotomma chlorophaeum ingår i släktet Diplotomma och familjen Physciaceae.   Inga underarter finns listade i Catalogue of Life.

## Källor

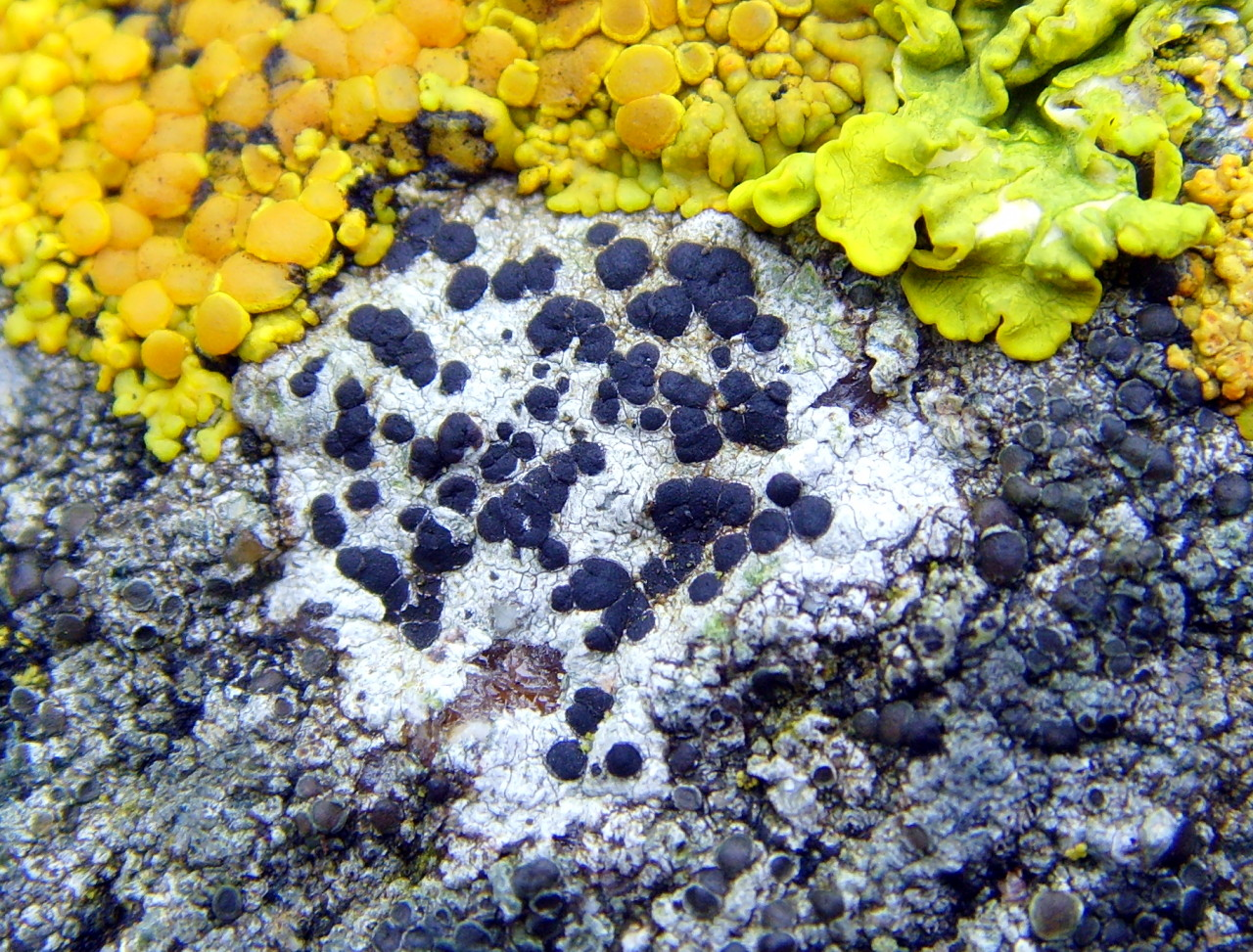